# Абордажный ворон

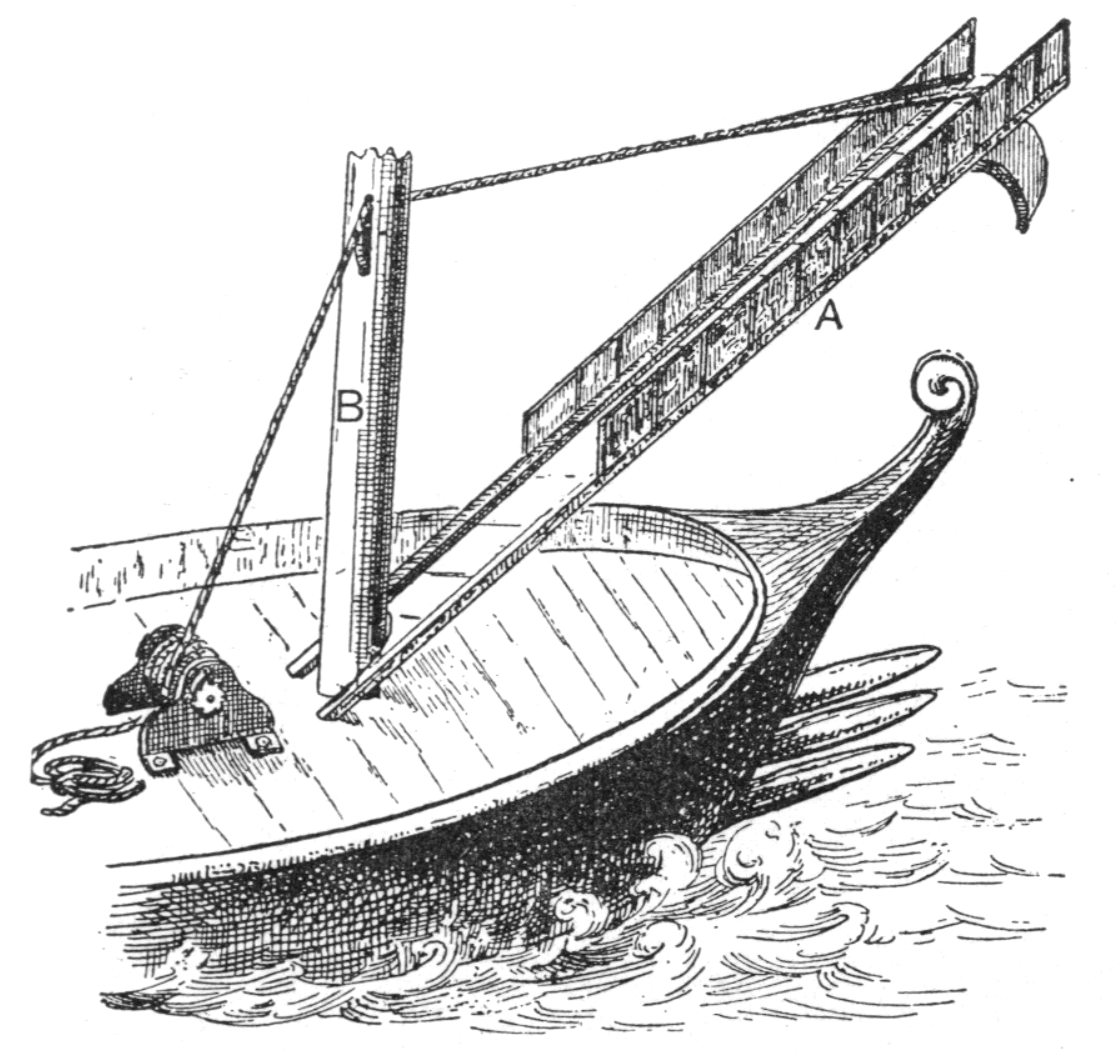
Перекидной помост — Во́рон.

Аборда́жный во́рон (также Абордажный мост, Корвус; лат. corvus — ворон) — приспособление, применявшееся в римском флоте для абордажа в морском бою (сражении, битве). 
Абордажный ворон широко известен со времён Первой Пунической войны против Карфагена.

## История
Особые перекидные помосты — во́роны, изобрели древние римляне под руководством Дуилия, так как они были первоначально неопытны в маневрировании в таранном морском бою. Гай Дуилий закончил перевооружение кораблей и обучил личный состав формирований в применении новой машины в морском бою, и применил их в Липарском сражении. 
В своей третьей книге цикла «История» Полибий описывает эту разновидность штурмового трапа как мост 1,2 метра шириной и 10,9 метров длиной с невысокими перилами с обеих сторон. Вероятно, «ворон» в виде перекидного моста устанавливали на носу корабля. Одна его сторона прикреплялась к нижней части специального столба, а вторая была соединена с этим столбом верёвкой. При ослаблении верёвки ворон опускался на неприятельский корабль. В передней части «ворона», на его нижней поверхности, закрепляли большой железный крюк или шип, что придавало передней части трапа клювообразную форму (отсюда и название «ворон»). Крюк был сделан так, чтобы пробить палубу корабля противника при спуске «ворона», что обеспечивало крепкую сцепку судов и свободный проход для римской морской пехоты (manipularii).
В III веке до н. э. Рим не имел ни могучего военно-морского флота, ни большого опыта морских войн. Более того, до Первой Пунической войны Римская республика не начинала военных кампаний за пределами Апеннинского полуострова. Военная сила Республики были исключительно сухопутной, а определяющими компонентами этой силы были дисциплина и мужество римских солдат. «Ворон» неожиданно позволил Риму противопоставить свои сухопутные силы морским силам Карфагена, которые превосходили римский военный флот. Применение римлянами абордажной тактики сработало — они выиграли несколько битв, наиболее значительными из которых были битва при Милах, сражение при Сулках, битва при мысе Экном, а также сражение у Тиндарского мыса.
Несмотря на ряд преимуществ, у «ворона» были и серьёзные недостатки: современные эксперименты показали, что вес «ворона» должен был негативно сказываться на мореходных качествах судна, на который он устанавливался. Римляне почти полностью потеряли два своих флота в штормах 255 и 249 годов до н. э., в значительной степени по причине неустойчивости судов, вызванной этими устройствами. Вероятно, такие потери стали основной причиной отказа от использования «ворона» при проектировании кораблей к концу Первой Пунической войны. По мере совершенствования римской военно-морской тактики и набора более опытных судовых команд, преимущество «ворона» в битвах больше не перевешивало риск его использования. «Ворон» не упоминается в источниках того периода после битвы при мысе Экном, а битва при Эгатских островах, которая и решила судьбу Первой Пунической войны, уже точно велась без использования «воронов». Тем не менее, позднее, в ходе второй Пунической войны в битве при Ноле, римляне применяли устройства под названием гарпаг (harpax), которые были сделаны на основе «ворона».